# Franz de Hieronymo

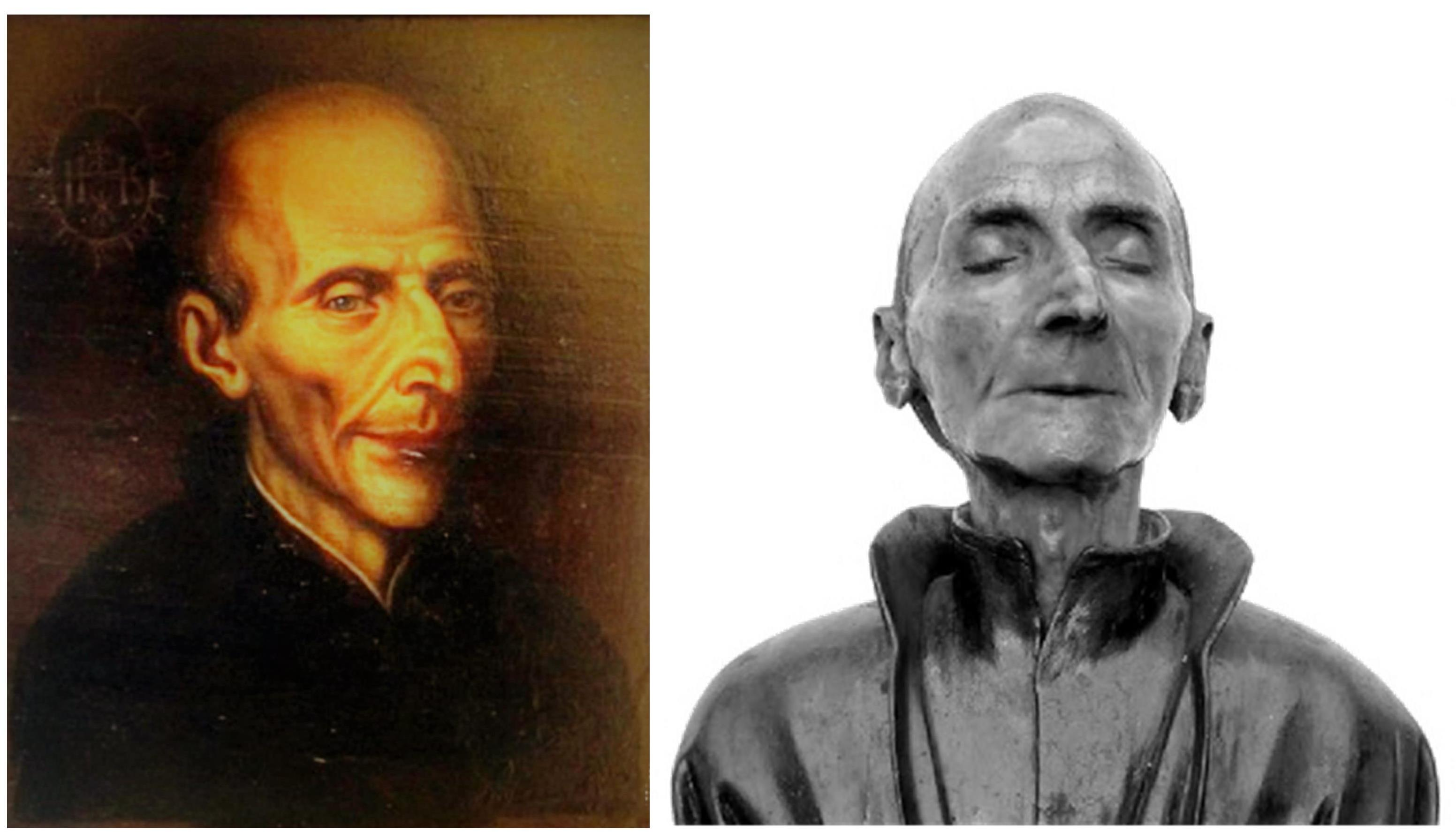
San Francesco De Geronimo, links das älteste erhaltene Porträt, rechts Büste, die nach der Totenmaske entstanden ist

Francesco De Geronimo, deutsch: Franz de Hieronymo (* 17. Dezember 1642 in Grottaglie; † 11. Mai 1716 in Neapel), war ein italienischer Jesuit und wird in der Römisch-katholischen Kirche als Heiliger verehrt.

## Leben
Franz de Hieronymo war einer der führenden Volksmissionare seiner Zeit. Wäre es nach seinen eigenen Wünschen gegangen, hätte er als Missionar im Fernen Osten gewirkt, doch wollten es seine Ordensoberen, dass er als Volksmissionar in Neapel wirkte. Die Überlieferung beschreibt seine Verkündigung als überzeugend und begeisternd. Von seinen Predigten sind mehrere tausend Seiten erhalten, durch die man einen sehr genauen Einblick in die homiletische Praxis des späten 17. und frühen 18. Jahrhunderts gewinnen kann. Franz de Hieronymo gründete soziale Hilfswerke für gefährdete Mädchen, junge Frauen, Arbeiter und Sträflinge. Nach seinem Tode wurde er in seinem Geburtsort beigesetzt. Seine Seligsprechung fand im Jahre 1806 statt, die Heiligsprechung erfolgte im Jahre 1839.